# کلرید پرازئودیمیم (III)
کلرید پرازئودیمیم (III) (به انگلیسی: Praseodymium(III) chloride) با فرمول شیمیایی PrCl۳ یک ترکیب شیمیایی است. که جرم مولی آن ۲۴۷٫۲۴ g/mol می‌باشد. شکل ظاهری این ترکیب، بلورهای دستگاه بلوری هگزاگونال سفید است.